# RhB G 4/5
Die Dampflokomotiven des Typs G 4/5 wurden ab 1904 in insgesamt 29 Exemplaren durch die Rhätische Bahn (RhB) beschafft. Die von der Schweizerischen Lokomotiv- und Maschinenfabrik gebauten Schlepptenderlokomotiven kamen bis zu deren Elektrifizierung hauptsächlich auf der Albulabahn zum Einsatz. Bis heute sind zwei Exemplare bei der Rhätischen Bahn betriebsfähig erhalten geblieben.

## Geschichte

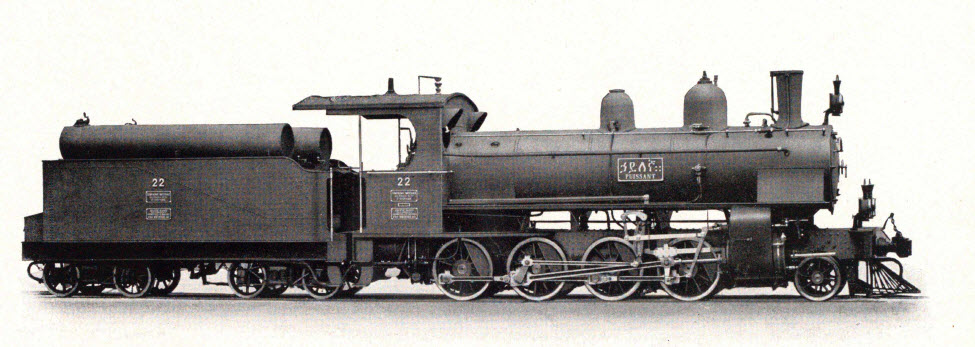
Die bei der RhB getesteten Lokomotive Nr. 22 der Aethiopischen Bahn

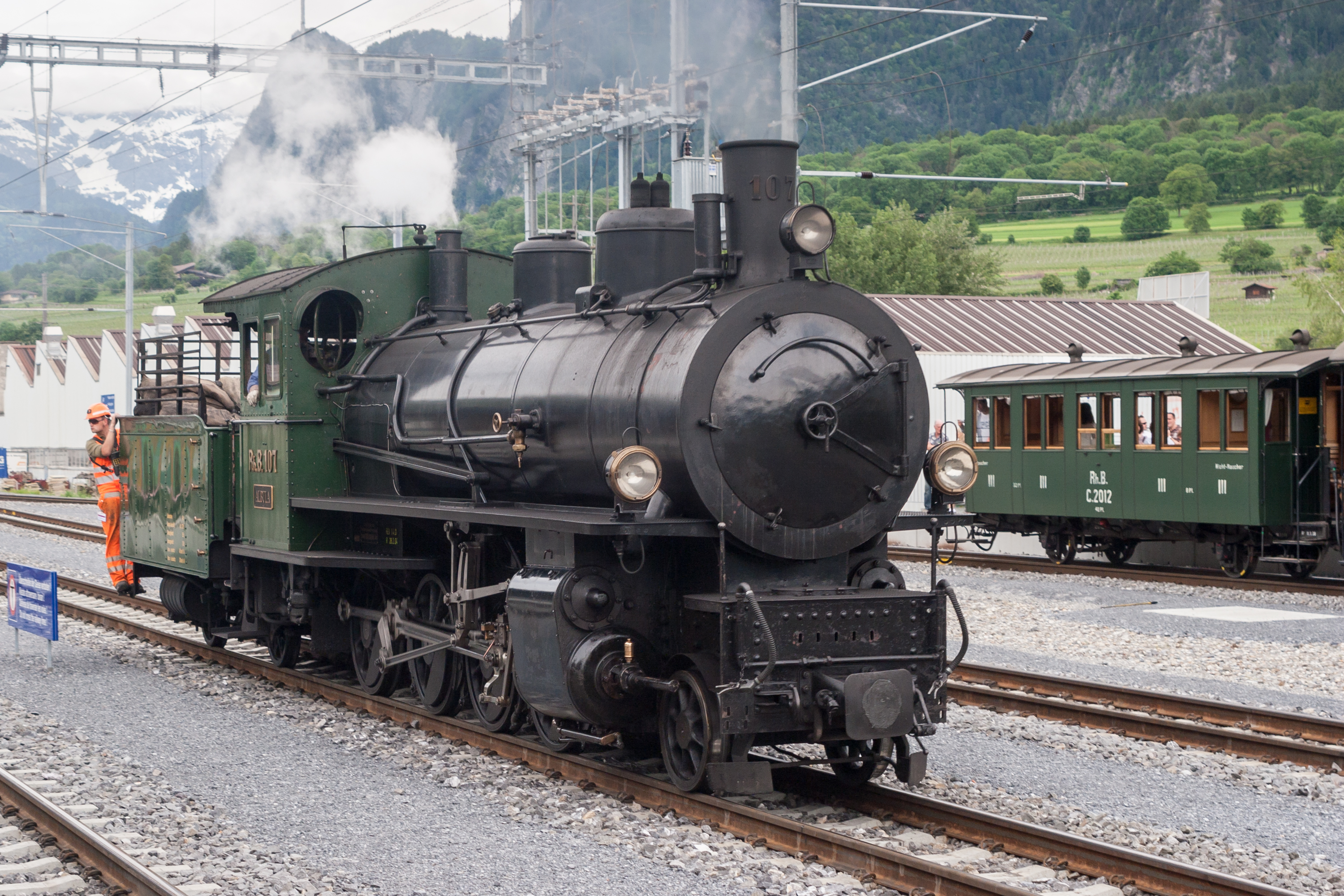
RhB G 4-5 Nr. 107 "Albula" in Untervaz-Trimmis

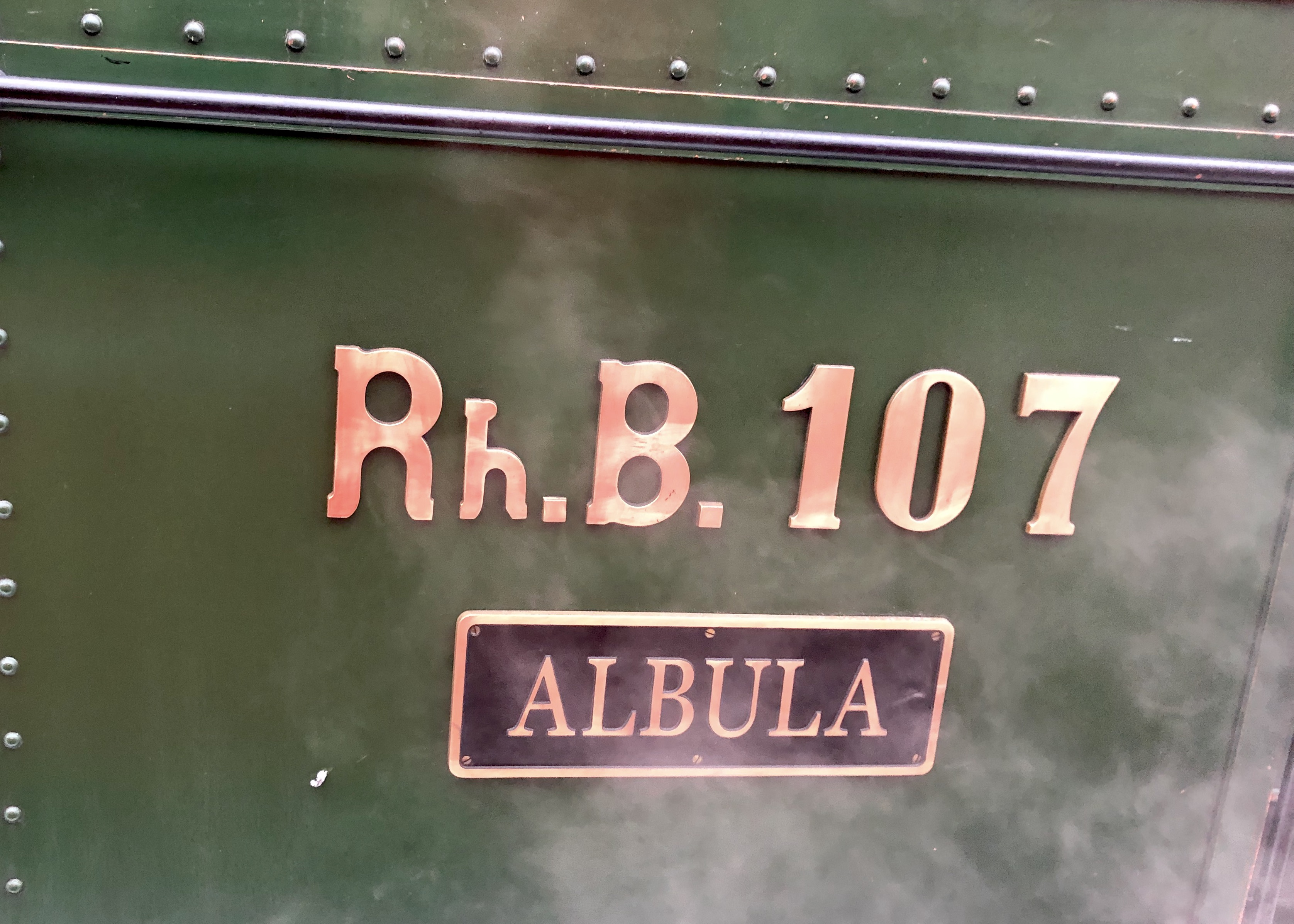
Nr. 107 "Albula"

Bereits 1902 fertigte die SLM zwei vierfach gekuppelte Nassdampf-Verbundlokomotiven Nr. 21 und 22 für die Äthiopische Eisenbahn. Mit einer dieser Lokomotiven wurden im gleichen Jahr Probefahrten auf dem Netz der Rhätischen Bahn durchgeführt. Die positiven Resultate dieser Versuche veranlassten den Vorstand der RhB, zum Stückpreis von 61.500 Franken vier weitgehend baugleiche Maschinen bei der SLM zu bestellen. Diese trafen zwischen Juni und August 1904 in Graubünden ein, sie erhielten die Betriebsnummern 101 bis 104. Das Leistungsprogramm sah vor Anhängelasten von 90 Tonnen auf Steigungen von 35 ‰ mit einer Geschwindigkeit von 18 km/h zu befördern, während auf ebenen Strecken eine Höchstgeschwindigkeit von 45 km/h erreicht werden sollte. Versuchsfahrten zeigten jedoch, dass die Maschinen in der Lage waren, die geforderte Last auf Steigungen noch mit 22 km/h zu befördern, während auf ebenen Strecken eine Höchstgeschwindigkeit von 52 km/h erreicht werden konnte.
Der weiter ansteigende Verkehr erforderte bald weitere leistungsfähige Lokomotiven. Die RhB entschloss sich 1906 zum Kauf von vier weiteren G 4/5 mit höherer Leistung. Zuglasten von 95 Tonnen sollten nun auf 35 ‰ mit einer Höchstgeschwindigkeit von 32 km/h befördert werden. Während die Lokomotiven 105 und 106 noch in der traditionellen Nassdampfbauweise ausgeführt wurden, kam bei den Lokomotiven 107 und 108 erstmals Heissdampf zum Einsatz. Die Leistung war bei beiden Bauarten gleich hoch, mit je 800 PS galten sie als die weltweit stärksten Schmalspur-Dampflokomotiven.
Da sich die Heissdampfbauweise bewährte, wurden auch alle folgenden G 4/5 mit Überhitzern ausgestattet. Bis 1915 wurden so noch insgesamt 21 weitere Lokomotiven in insgesamt fünf Serien beschafft. Die letzte Lokomotive mit der Nummer 129 erhielt zusätzlich einen Vorwärmer. Mit insgesamt 29 Exemplaren entstand so die bis heute grösste einheitliche Lokomotivserie der Rhätischen Bahn.
Der Kohlenmangel des Ersten Weltkriegs hatte zwischenzeitlich den weiteren Einsatz von Dampflokomotiven in Frage gestellt. Die Rhätische Bahn entschloss sich daher, alle Strecken nach dem Vorbild der 1914 eröffneten Engadiner Linie zu elektrifizieren. Dieses Vorhaben konnte 1919 abgeschlossen werden. 1920 wurden die nun überzähligen Loks 109, 110 und 111 nach Spanien an die Ferrocarril de La Robla verkauft, 1949 bis 1952 folgten ihnen die Loks 102 und 104 bis 106. Dort blieben die G 4/5 noch bis etwa 1970 im Einsatz. 1924 gelangten die Loks 101 und 103 nach Brasilien.
Die Lokomotiven 112 bis 129 gelangten 1926 und 1927 nach Thailand, wo einige Exemplare bis in die 1960er Jahre hinein im Einsatz standen. Lok 118 ist als Denkmal in Chiang Mai erhalten geblieben, Lok 123 soll für ein Eisenbahnmuseum aufbewahrt worden sein.
Lediglich die Lokomotiven 107 und 108 verblieben bei der Rhätischen Bahn als oberleitungsunabhängige Reserve für die Schneeräumung, den Baudienst und Güterzüge. Seit den 1960er Jahren kamen auch zunehmend Sonderzüge für Eisenbahnfreunde hinzu. Lok 107 ist heute in Landquart stationiert, während Nr. 108 in Samedan beheimatet ist. Anlässlich des Bündner Dampffestivals 2006 und dem gleichzeitig stattfindenden 100. Jubiläum wurden beide Lokomotiven benannt, Nr. 107 trägt seitdem den Namen Albula, Nr. 108 den Namen Engiadina.

## Konstruktion

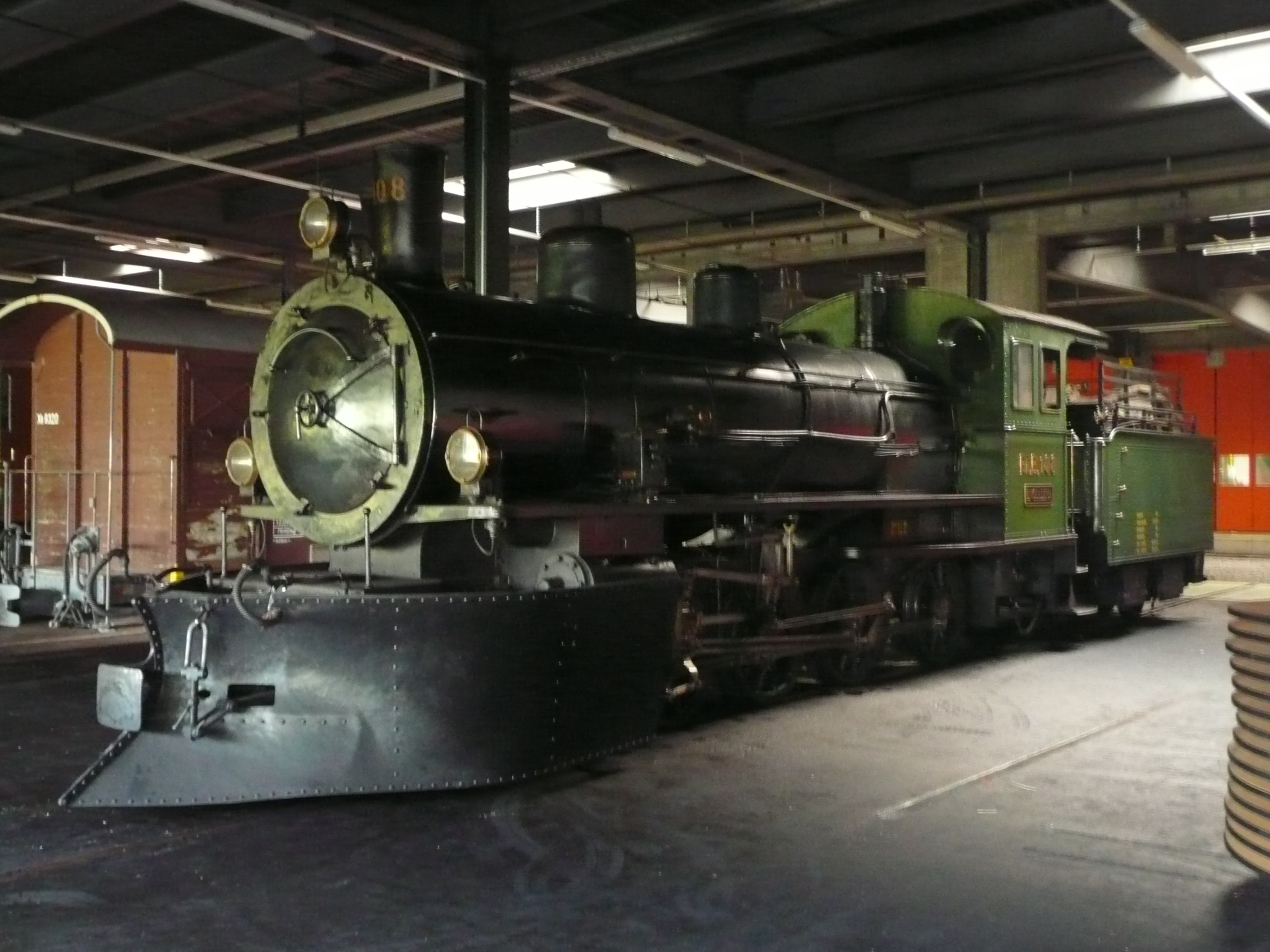
G 4/5 108 im Lokomotivdepot Samedan

Die G 4/5 ist eine vierfach gekuppelte Schlepptenderlokomotive mit einer in einem Bisselgestell beweglich gelagerten Vorlaufachse. Während die ersten sechs Exemplare als Nassdampf-Verbundlokomotiven geliefert wurden, kam bei allen folgenden Exemplaren eine Heissdampfmaschine mit einstufiger Dampfdehnung zum Einsatz. Die Kuppelachsen mit einem Durchmesser von 1050 mm sind in einem 30 mm starken Blech-Innenrahmen gelagert, zur Erhöhung der Kurvengängigkeit sind die zweite und vierte Kuppelachse um je 30 mm in beide Richtungen verschiebbar. Der Antrieb erfolgt auf die dritte Kuppelachse. Die aussenliegenden Zylinder sind bei den Nassdampfmaschinen im Verhältnis 1:20 geneigt, die Zylinder der Heissdampfmaschinen weisen eine Neigung von 1:40 auf. Bei den Nassdampfmaschinen ist der Hochdruckzylinder auf der rechten Lokomotivseite angeordnet, der Niederdruckzylinder auf der linken Seite.
Der zweischüssige Langkessel verfügt bei den Lokomotiven 101 bis 104 über 176 Heizrohre, bei den Lokomotiven 105 und 106 wurde die Anzahl auf 196 erhöht. Die Heissdampfmaschinen 107 bis 129 verfügen über je 112 Heiz- und 18 Rauchrohre sowie einen Überhitzer der Bauart Schmidt. Der Kesseldruck betrug ursprünglich 13 atü und wurde bei den Lokomotiven 105 und 106 auf 14 atü erhöht. Bei den Heissdampflokomotiven konnte dieser Wert schliesslich wieder auf 12 atü gesenkt werden. Der Kessel selbst ist an der Rauchkammer über einen gusseisernen Sattel fest mit dem Rahmen verbunden, während die stählerne Feuerbüchse zum Ausgleich der temperaturbedingten Längendehnung beweglich auf dem Rahmen aufliegt. Beiderseits des Kessels ist ein hochliegendes Umlaufblech vorhanden. Als einziges Exemplar verfügte die Lok Nr. 129 über einen Oberflächenvorwärmer, dieser war auf der rechten Lokseite unterhalb des Umlaufs montiert.
Der Lokomotivtender fasste bei den ersten vier Maschinen jeweils zwei Tonnen Kohle sowie 5000 Liter Wasser. Zur Verringerung der Reisezeit von Schnellzügen zwischen Chur und St. Moritz erhielten die Lokomotiven ab Nr. 105 grössere Tender, die 2,5 Tonnen Kohle und 9800 Liter Wasser fassten. Dadurch wurde es möglich, die meisten Zwischenhalte zur Ergänzung der Vorräte entfallen zu lassen, lediglich in Thusis musste auch weiterhin Wasser aufgenommen werden. Ab Lok Nr. 123 wurden die Tender erneut leicht vergrössert, sie fassten bei unverändertem Kohlevorrat nun 10.000 Liter Wasser.
Die Beleuchtung der Lokomotiven erfolgte anfangs mittels Petroleumlaternen. Die ab 1906 gelieferten Lokomotiven verfügen über eine elektrische Beleuchtung mittels Akkumulatoren, die durch einen von der hinteren Tenderachse angetriebenen Generator geladen wird. Die Lokomotiven 102 und 104 die nach 1924 bei der RhB verblieben, erhielten noch eine elektrische Beleuchtung ab Batterie ohne Generator.
Die Bremsausrüstung besteht aus einer auf die Tenderachsen wirkenden Handspindelbremse sowie einer auf die erste und dritte Kuppelachse sowie auf beide Tenderachsen wirkende Saugluftbremse der Bauart Hardy. Für den Einsatz auf Gefällestrecken ist zusätzlich eine Gegendruckbremse der Bauart Riggenbach vorhanden.

## Liste der G 4/5 der Rhätischen Bahn
| Betriebs Nummer | Fabrik Nummer | Inbetriebnahme | Ausmusterung | Kaufpreis (SFr.) | Verbleib |
| --------------- | ------------- | -------------- | ------------ | ---------------- | --- |
| 101             | 1582          | 18.06.1904     | 1924         | 61.500           | 1924 verkauft an Estrada de Ferro Maricá, Bundesstaat Rio de Janeiro, in Brasilien; 1943 bei CB (Estrada de Ferro Central do Brasil), dort #1230; 1963 bei EFL (Estrada de Ferro Leopoldina), kurz darauf Außerdienststellung |
| 102             | 1583          | 28.06.1904     | 1949         | 61.500           | An Ferrocarril de La Robla, dort Nr. 102 Ceferino de Urien, ausgemustert um 1970 |
| 103             | 1584          | 06.07.1904     | 1924         | 61.500           | 1924 verkauft an Estrada de Ferro Maricá, Bundesstaat Rio de Janeiro, in Brasilien; 1943 bei CB (Estrada de Ferro Central do Brasil), dort #1231; 1963 bei EFL (Estrada de Ferro Leopoldina), kurz darauf Außerdienststellung |
| 104             | 1587          | 12.08.1904     | 1950         | 61.500           | An Ferrocarril de La Robla, dort Nr. 104 José de Aresti, ausgemustert um 1970 |
| 105             | 1707          | 25.04.1906     | 1951         | 74.000           | An Ferrocarril de La Robla, dort Nr. 105 Guillermo Baraudiaran, ausgemustert um 1970 |
| 106             | 1708          | 30.04.1906     | 1952         | 74.000           | An Ferrocarril de La Robla, dort Nr. 106 Manuel Oraa, ausgemustert um 1970 |
| 107             | 1709          | 16.05.1906     | -            | 77.500           | Betriebsfähige Museumslokomotive, seit 2006 Name Albula |
| 108             | 1710          | 07.06.1906     | -            | 77.500           | Betriebsfähige Museumslokomotive, seit 2006 Name Engiadina |
| 109             | 1813          | 16.04.1907     | 1920         | 77.500           | An Ferrocarril de La Robla, dort Nr. 109 José Ignacio Ustara, ausgemustert um 1970 |
| 110             | 1814          | 24.04.1907     | 1920         | 77.500           | An Ferrocarril de La Robla, dort Nr. 110 José Maria San Martin, ausgemustert um 1970 |
| 111             | 1815          | 03.05.1907     | 1920         | 77.500           | An Ferrocarril de La Robla, dort Nr. 111 Victoriano Garay, ausgemustert um 1970 |
| 112             | 1816          | 18.05.1907     | 1927         | 77.500           | An Thailändische Staatsbahnen, dort Nr. 343, ausgemustert 1956 |
| 113             | 1817          | 27.05.1907     | 1927         | 77.500           | An Thailändische Staatsbahnen, dort Nr. 344, ausgemustert 1954 |
| 114             | 1818          | 04.06.1907     | 1927         | 77.500           | An Thailändische Staatsbahnen, dort Nr. 345, ausgemustert 1950 |
| 115             | 1987          | 23.04.1909     | 1927         | 77.500           | An Thailändische Staatsbahnen, dort Nr. 346, ausgemustert 1950 |
| 116             | 1988          | 30.04.1909     | 1927         | 77.500           | An Thailändische Staatsbahnen, dort Nr. 347, ausgemustert 1953 |
| 117             | 1989          | 07.05.1909     | 1927         | 77.500           | An Thailändische Staatsbahnen, dort Nr. 348, ausgemustert 1950 |
| 118             | 2208          | 23.03.1912     | 1926         | 77.500           | An Thailändische Staatsbahnen, dort Nr. 340, Denkmal in Chiang Mai |
| 119             | 2209          | 03.04.1912     | 1926         | 77.500           | An Thailändische Staatsbahnen, dort Nr. 342, ausgemustert 1954 |
| 120             | 2329          | 28.06.1913     | 1926         | 77.500           | An Thailändische Staatsbahnen, dort Nr. 341, ausgemustert 1954 |
| 121             | 2330          | 04.07.1913     | 1926         | 77.500           | An Thailändische Staatsbahnen, dort Nr. 339, ausgemustert 1959 |
| 122             | 2331          | 21.07.1913     | 1926         | 77.500           | An Thailändische Staatsbahnen, dort Nr. 338, ausgemustert 1965 |
| 123             | 2331          | 29.01.1914     | 1926         | 83.300           | An Thailändische Staatsbahnen, dort Nr. 336, von 1926 bis 1966 im Einsatz. Aktuell: Denkmallok im historischen Bangkoker Bahnhof Hua Lamphong.                                                                                |
| 124             | 2510          | 06.05.1915     | 1926         | 83.300           | An Thailändische Staatsbahnen, dort Nr. 337, ausgemustert 1964 |
| 125             | 2511          | 10.05.1915     | 1926         | 83.300           | An Thailändische Staatsbahnen, dort Nr. 335, ausgemustert 1953 |
| 126             | 2512          | 17.05.1915     | 1926         | 83.300           | An Thailändische Staatsbahnen, dort Nr. 331, ausgemustert 1956 |
| 127             | 2513          | 31.05.1915     | 1926         | 83.300           | An Thailändische Staatsbahnen, dort Nr. 332, ausgemustert 1961 |
| 128             | 2514          | 08.06.1915     | 1926         | 83.300           | An Thailändische Staatsbahnen, dort Nr. 333, ausgemustert 1958 |
| 129             | 2515          | 12.07.1915     | 1926         | 86.500           | An Thailändische Staatsbahnen, dort Nr. 334, ausgemustert 1950 |